# Platylabus chiapus
Platylabus chiapus är en stekelart som först beskrevs av Cresson 1874.  Platylabus chiapus ingår i släktet Platylabus och familjen brokparasitsteklar. Inga underarter finns listade i Catalogue of Life.